# Φなる・あぷろーち オリジナルサウンドトラック
『Φなる・あぷろーち ORIGINAL SOUND TRACK』（ふぁいなる・あぷろーち オリジナルサウンドトラック）は、テレビアニメ『Φなる・あぷろーち』のサウンドトラックである。2004年12月22日にランティスから発売された。
テレビアニメ本編のBGM（「君色パレット」のピアノバージョンとコーラスバージョンも含む）とTVサイズの主題歌が収録されている。CDジャケットには、益田西守歌が描かれている。音楽はAngel Noteが担当している。

## 収録曲
1. 君色パレット（TVサイズ） [1:22]
歌：野川さくら
作詞：rino、作曲：影山ヒロノブ、編曲：須藤賢一
  - オープニングテーマ
2. 西守歌のテーマ [2:16]
3. 西守歌の思い [2:20]
4. 笑穂はお嬢様 [1:38]
5. 笑穂、その優しさ [1:46]
6. 明鐘、愛すべき妹 [1:34]
7. 黒服、謎の軍団 [1:36]
8. 黒服、ちっちゃいバージョン [1:36]
9. 微笑み [2:20]
10. 喜んでいます [1:47]
11. 怒っていますわ [1:47]
12. さらに怒っていますの [1:40]
13. 哀しみは深遠に [2:17]
14. 切なさと哀願 [3:00]
15. 不安ですの [1:35]
16. 謎めいています [2:09]
17. 悲劇はメロウです [2:05]
18. 戦闘体制! [1:02]
19. 謎の襲撃 [1:46]
20. 追跡 [1:40]
21. 大自然の猛威 [1:47]
22. 作戦 [1:55]
23. 学園のアイドル参上 [1:53]
24. 純喫茶にて [1:50]
25. つまらないの．．． [3:07]
26. 回想 [1:50]
27. 勘違いだったのね [1:33]
28. いいかげんにしろ [1:35]
29. ほのぼの [1:42]
30. ポカポカ [1:37]
31. ちょっとだけですわ [1:45]
32. 不毛な争い [1:42]
33. 追いつ追われつ [1:35]
34. 君色パレット コーラスバージョン [1:59]
35. 君色パレット ピアノバージョン [2:05]
36. Love,Fate,Love インストバージョン [1:36]
37. Love,Fate,Love（TVサイズ） [1:00]
歌：橋本みゆき
作詞・作曲：橋本みゆき、編曲：景家淳
  - エンディングテーマ